# В одне прекрасне дитинство
«В одне прекрасне дитинство» (рос. «В одно прекрасное детство») — радянський дитячий комедійний музичний художній фільм режисера  Якова Сегеля знятий на  кіностудії ім. М. Горького в 1979 році.

## Сюжет
Петін дідусь (Микола Скоробогатов) ділиться з онуком спогадами про один із днів свого далекого прекрасного дитинства. Петя переноситься під час, що описується дідусем…

## У ролях
- Володя Гібенко —  Петя
- Ліліана Альошнікова —  мама Петі
- Андрій Юренєв —  тато Петі, Шурик
- Діма Ліпсіц —  Петя-внук
- Наталія Ричагова —  мама Петі-онука
- Леонід Ярмольник —  тато Петі-онука
- Микола Скоробогатов —  дідусь Петя
- Ігор Ясулович —  фокусник
- Вадим Захарченко —  метальник Вася
- Борис Гітін —  Віктор Федорович Барановський, пілот
- Олена Волошина —  Білуха, пілотеса другого літака
- Петро Меркур'єв —  Анатолій Анатолійович Дуров
- Ольга Маркіна —  дама, в яку метали томагавк
- Валентин Брилєєв —  глядач в цирку
- Леонід Швачкин —  факір
- Зінаїда Сорочинська —  ветеринар
- Ігор Косухін —  «Чарлі Чаплін», клоун Сергій
- Андрій Гусєв —  механік паровоза
- Тетяна Божок —  дівчина в червоній косинці
- Семен Крупник —  оператор
- Настя Янакієва —  дівчинка на кулі
- Олексій Ванін —  силач в цирку
- Олексій Ковальов —  пожежник в цирку

## Знімальна група
- Автор сценарію:  Яків Сегель
- Режисер:  Яків Сегель
- Оператор: Олександр Ковальчук
- Композитор:  Володимир Дашкевич
- Художник:  Віктор Власьков